# Jisra’el Guri
Jisra’el Guri (hebr.: ישראל גורי, ang.: Yisrael Guri, Israel Guri, ur. 1893 w Besarabii, zm. 17 września 1965) – izraelski polityk, w latach 1949–1965 poseł do Knesetu z listy Mapai.
W wyborach parlamentarnych w 1949 po raz pierwszy dostał się do izraelskiego parlamentu. Zasiadał w Knesetach I, II, III, IV i V kadencji.